# Хуайинь (Цзинань)
Хуайи́нь (кит. упр. 槐荫, пиньинь Huáiyīn, буквально: «тень от софор») — район городского подчинения города субпровинциального значения Цзинань провинции Шаньдун (КНР).

## География
Район расположен в северо-западной части Цзинаня, на берегу реки Хуанхэ.
В районе находятся два больших парка — Куаншань и Цзинаньский лесопарк. 

## История
При империи Мин в этих местах существовала деревня Паньлунчжуан (盘龙庄). В 1573 году она была переименована в Дахуайшучжуан (大槐树庄, «Деревня больших софоровых деревьев»). В 1771 году деревня была разделена на три: Северную, Центральную и Южную Деревни больших софоровых деревьев.
В 1904 году был официально учреждён торговый порт, который, разрастаясь, постепенно поглотил эти три деревни, однако их названия сохранились в местной топонимике: в 1947 году три улицы в этих местах получили названия в честь ранее существовавших здесь деревень. Сами же эти места попали в состав Района № 6.
В 1955 году Цзинань был разделён на 5 крупных районов. Большая часть бывшего Района № 6 стала районом Хуайинь.
В 1966 году район Хуайинь был переименован в район Дунфэн (东风区, «Ветер с Востока»), но в 1973 году району было возвращено прежнее название.

## Административное деление
Район делится на 16 уличных комитетов.

## Экономика
Хуайинь — новый деловой и культурный центр Цзинаня. Также в районе расположены высотные жилые комплексы. 

## Транспорт
Через Хуайинь пролегает скоростное шоссе G35 (Цзинань — Гуанчжоу).

## Культура
В Хуайине расположены Шаньдунский большой театр, Культурный центр Шэнхой и Цзинаньская городская библиотека.